# Phil Harris
Phillip Charles "Phil" Harris (Bothell, 19 de dezembro de 1956 — Anchorage, 9 de fevereiro de 2010) foi um capitão norte-americano e proprietário da embarcação de pesca de caranguejo Cornelia Marie, onde tinha sua vida de pescador documentada pelo canal Discovery Channel no documentário Pesca Mortal. Ele sofreu um grave AVC, enquanto descarregava caranguejos das neves no porto de Saint Paul Island, no Alasca, em 29 de janeiro de 2010. Apesar das melhorias em sua saúde, Phill morreu em 9 de fevereiro do mesmo ano, enquanto estava no hospital. Ele tinha 53 anos de idade.

## Carreira
Phil começou a pescar com o pai aos oito anos de idade e após o ensino médio começou a pescar caranguejo. Inicialmente, ele trabalhou em um barco de caranguejo até que provou seu valor como capitão de barco. Aos 21 anos, ele era um dos mais jovens capitães de um barco de pesca de caranguejos no mar de Bering.
Em 2003, Phil e seu barco foram documentados por uma equipe de filmagem para o documentário Pesca Mortal. O Cornelia Marie foi apresentado pela primeira vez durante a pesca do caranguejo das neves, na 1ª Temporada, como um navio parceiro da F/V Maverick. Durante a temporada de 2008, Phil foi atirado de seu beliche durante uma tempestade e pensou que tinha quebrado suas costelas. No entanto, depois de tossir sangue durante horas, seus filhos e a tripulação o convenceram a procurar um médico, contando com a equipe de filmagem para assisti-lo durante esse tempo. Ele havia sofrido uma embolia pulmonar e o tratamento médico o impediu de pescar durante quase um ano. Ele voltou a pescar em janeiro de 2009.
Algumas das histórias de Phil no mar foram incluídas no livro Deadliest Catch: Desperate Hours. Em 2008, ele desenvolveu uma linha de café, chamada "Reserva do Capitão", homenageando temas de pesca, tais como o da sua família e outros. Adicionado aos problemas de saúde foi o seu hábito de fumar, conforme era observado na série.

## Acidente e morte
Durante a sexta temporada de pesca do caranguejo das neves, em 2010, Phil sofreu um enorme golpe em 29 de janeiro, o que o fez ter um AVC, enquanto descarregava os caranguejos em St. Paul Island, no Alasca. Ele foi levado às pressas para cirurgia, e foi colocado em coma induzido para reduzir a pressão intracraniana e edema. Quando acordou do coma, sua condição tinha melhorado. Ele já estava apertando as mãos, falando e mostrando outros sinais de melhora, quando repentinamente morreu de uma hemorragia intracraniana em 9 de fevereiro. Ele foi cremado e metade das suas cinzas foram enterradas com os restos mortais de sua mãe. A família Harris pretende difundir o restante das cinzas no mar. Seus filhos, Jacob e Joshua, emitiram um comunicado para a família Harris, dizendo: “É com grande tristeza que dizemos adeus ao nosso pai - Capitão Phil Harris. O pai sempre foi um lutador e continuou a ser até o fim. Para nós e a tripulação, ele era alguém que nunca recuou. Vamos lembrar e comemorar essa força. Obrigado a todos por seus pensamentos e orações”.
A sexta temporada de Pesca Mortal, com imagens de Phil Harris no trabalho, começou a ser exibida no Discovery Channel em 13 de abril de 2010. Um serviço memorial para Phil Harris foi organizado pelo Discovery Channel no dia 30 de abril de 2010. Seus filhos, Jake (Jacob) e Josh (Joshua), falaram neste serviço. Um barco fez uma saudação final.

## Vida pessoal
Phil estava solteiro no momento da sua morte, mas tinha sido casado e divorciado duas vezes. Seu primeiro casamento foi de 1982-1991, com Mary Harris, mãe de seus dois filhos. Joshua e Jacob também trabalharam a bordo de seu navio de pesca, Cornelia Marie, como marinheiros. Sua cidade natal era Bothell, Washington. Ele gostava de dirigir rápido e possuía tanto uma moto Harley-Davidson como um Chevrolet Corvette. Além de dirigir rápido e pescar, ele também gostava de construir alimentadores de pássaros.
Antes de sua morte, Phil Harris criou, como já mencionado, uma empresa de café chamada "Reserva do Capitão". Seus filhos Jacob e Joshua estão agora no processo de promover a marca e expandir os negócios da família. A expansão do varejo a nível nacional começou em janeiro de 2011, e estará sendo a nível mundial ainda esse ano.